# Olympische Sommerspiele 1992/Rudern
Bei den Olympischen Sommerspielen 1992 in Barcelona fanden 14 Wettkämpfe im Rudern statt. Austragungsort war der Estany de Banyoles in der Gemeinde Banyoles.

## Bilanz

### Medaillenspiegel
| Platz | Land               | Gold | Silber | Bronze | Gesamt |
| ----- | ------------------ | ---- | ------ | ------ | ------ |
| 1     | Deutschland        | 4    | 3      | 3      | 10     |
| 2     | Kanada             | 4    | –      | 1      | 5      |
| 3     | Rumänien           | 2    | 4      | 1      | 7      |
| 4     | Australien         | 2    | –      | –      | 2      |
| 4     | Großbritannien     | 2    | –      | –      | 2      |
| 6     | Vereinigte Staaten | –    | 2      | 1      | 3      |
| 7     | Italien            | –    | 1      | 1      | 3      |
| 8     | Belgien            | –    | 1      | –      | 1      |
| 8     | Norwegen           | –    | 1      | –      | 1      |
| 8     | Österreich         | –    | 1      | –      | 1      |
| 8     | Tschechoslowakei   | –    | 1      | –      | 1      |
| 12    | Polen              | –    | –      | 2      | 2      |
| 12    | Slowenien          | –    | –      | 2      | 2      |
| 14    | China              | –    | –      | 1      | 1      |
| 14    | Niederlande        | –    | –      | 1      | 1      |
| 14    | Vereintes Team     | –    | –      | 1      | 1      |

### Medaillengewinner
| Konkurrenz             | Gold | Silber | Bronze |
| ---------------------- | --- | --- | --- |
| Einer                  | Thomas Lange | Václav Chalupa | Kajetan Broniewski |
| Doppelzweier           | Australien Stephen Hawkins Peter Antonie                                                                                                   | Österreich Arnold Jonke Christoph Zerbst                                                                                                 | Niederlande Nico Rienks Henk-Jan Zwolle |
| Zweier ohne Steuermann | Großbritannien Steven Redgrave Matthew Pinsent                                                                                             | Deutschland Colin von Ettingshausen Peter Hoeltzenbein                                                                                   | Slowenien Iztok Čop Denis Žvegelj |
| Zweier mit Steuermann  | Großbritannien Garry Herbert Gregory Searle Jonathan Searle                                                                                | Italien Carmine Abbagnale Giuseppe Abbagnale Giuseppe Di Capua                                                                           | Rumänien Dimitrie Popescu Dumitru Răducanu Nicolae Țaga                                                                                             |
| Doppelvierer           | Deutschland André Willms Andreas Hajek Michael Steinbach Stephan Volkert                                                                   | Norwegen Kjetil Undset Per Sætersdal Lars Bjønness Rolf Thorsen                                                                          | Italien Alessandro Corona Gianluca Farina Rossano Galtarossa Filippo Soffici                                                                        |
| Vierer ohne Steuermann | Australien Andrew Cooper Nicholas Green Mike McKay James Tomkins                                                                           | Vereinigte Staaten Jeffrey McLaughlin Douglas Burden Thomas Bohrer Patrick Manning                                                       | Slowenien Janez Klemenčič Sašo Mirjanič Milan Janša Sadik Mujkič                                                                                    |
| Vierer mit Steuermann  | Rumänien Iulică Ruican Viorel Talapan Dimitrie Popescu Dumitru Răducanu Nicolae Țaga                                                       | Deutschland Ralf Brudel Uwe Kellner Thoralf Peters Karsten Finger Hendrik Reiher                                                         | Polen Wojciech Jankowski Maciej Łasicki Jacek Streich Tomasz Tomiak Michał Cieślak                                                                  |
| Achter                 | Kanada Darren Barber Andrew Crosby Michael Forgeron Robert Marland Terrence Paul Derek Porter Michael Rascher Bruce Robertson John Wallace | Rumänien Iulică Ruican Viorel Talapan Vasile Năstase Claudiu Marin Dănuț Dobre Valentin Robu Vasile Măstăcan Ioan Vizitiu Marin Gheorghe | Deutschland Roland Baar Armin Eichholz Detlef Kirchhoff Manfred Klein Bahne Rabe Frank Richter Hans Sennewald Thorsten Streppelhoff Ansgar Wessling |

| Konkurrenz             | Gold | Silber | Bronze |
| ---------------------- | --- | --- | --- |
| Einer                  | Elisabeta Lipă | Annelies Bredael | Silken Laumann |
| Doppelzweier           | Deutschland Kerstin Köppen Kathrin Boron | Rumänien Elisabeta Lipă Veronica Cochela                                                                                                  | China Gu Xiaoli Lu Huali |
| Zweier ohne Steuerfrau | Kanada Marnie McBean Kathleen Heddle | Deutschland Stefani Werremeier Ingeburg Schwerzmann                                                                                       | Vereinigte Staaten Anna Seaton Stephanie Maxwell-Pierson |
| Doppelvierer           | Deutschland Sybille Schmidt Birgit Peter Kerstin Müller Kristina Mundt                                                                            | Rumänien Anișoara Bălan-Dobre Doina Ignat Constanța Burcică Veronica Cochela                                                              | Vereintes Team Antonina Selikowitsch Tetjana Ustjuschanina Kazjaryna Karsten Jelena Chlopzewa                                                                 |
| Vierer ohne Steuerfrau | Kanada Kirsten Barnes Brenda Taylor Jessica Monroe Kay Worthington                                                                                | Vereinigte Staaten Shelagh Donohoe Cynthia Eckert Amy Fuller Carol Feeney                                                                 | Deutschland Antje Frank Gabriele Mehl Birte Siech Annette Hohn                                                                                                |
| Achter                 | Kanada Kirsten Barnes Brenda Taylor Megan Delehanty Marnie McBean Shannon Crawford Kay Worthington Jessica Monroe Kathleen Heddle Lesley Thompson | Rumänien Doina Snep Doina Robu Ioana Olteanu Viorica Lepădatu Iulia Bobeică Viorica Neculai Maria Pădurariu Adriana Bazon Elena Georgescu | Deutschland Annegret Strauch Sylvia Dördelmann Cerstin Petersmann Kathrin Haacker Dana Pyritz Christiane Harzendorf Ute Wagner Judith Zeidler Daniela Neunast |

## Ergebnisse

### Männer

#### Einer
| Platz | Land | Sportler           | Zeit (min)            |
| ----- | ---- | ------------------ | --------------------- |
| 1     | GER  | Thomas Lange       | 6:51,40               |
| 2     | TCH  | Václav Chalupa     | 6:52,93               |
| 3     | POL  | Kajetan Broniewski | 6:56,82               |
| 4     | NZL  | Eric Verdonk       | 6:57,45               |
| 5     | EST  | Jüri Jaanson       | 7:12,92               |
| 6     | ARG  | Sergio Fernández   | 7:15,53               |
| 7     | MEX  | Joaquín Gómez      | 6:57,13 (im B-Finale) |
| 8     | AUT  | Harald Faderbauer  | 6:58,97 (im B-Finale) |

Finale am 1. August

#### Doppelzweier
| Platz | Land | Sportler                             | Zeit (min)            |
| ----- | ---- | ------------------------------------ | --------------------- |
| 1     | AUS  | Stephen Hawkins Peter Antonie        | 6:17,32               |
| 2     | AUT  | Arnold Jonke Christoph Zerbst        | 6:18,42               |
| 3     | NED  | Nico Rienks Henk-Jan Zwolle          | 6:22,82               |
| 4     | EST  | Roman Lutoškin Priit Tasane          | 6:23,34               |
| 5     | POL  | Andrzej Krzepiński Andrzej Marszałek | 6:24,32               |
| 6     | ESP  | Miguel Álvarez José Antonio Merín    | 6:26,96               |
| 7     | CAN  | Don Dickison Todd Hallett            | 6:22,84 (im B-Finale) |
| 8     | GER  | Christian Händle Jens Köppen         | 6:24,27 (im B-Finale) |

Finale am 1. August

#### Zweier ohne Steuermann
| Platz | Land | Sportler                                   | Zeit (min)            |
| ----- | ---- | ------------------------------------------ | --------------------- |
| 1     | GBR  | Steven Redgrave Matthew Pinsent            | 6:27,72               |
| 2     | GER  | Colin von Ettingshausen Peter Hoeltzenbein | 6:32,68               |
| 3     | SLO  | Iztok Čop Denis Žvegelj                    | 6:33,43               |
| 4     | FRA  | Michel Andrieux Jean-Christophe Rolland    | 6:36,34               |
| 5     | BEL  | Luc Goiris Jaak Van Driessche              | 6:38,20               |
| 6     | USA  | John Pescatore Peter Sharis                | 6:39,23               |
| 7     | NOR  | Snorre Lorgen Sverke Lorgen                | 6:36,16 (im B-Finale) |
| 8     | NED  | Sjors van Iwaarden Kai Compagner           | 6:37,22 (im B-Finale) |

Finale am 1. August

#### Zweier mit Steuermann
| Platz | Land | Sportler                                                      | Zeit (min)            |
| ----- | ---- | ------------------------------------------------------------- | --------------------- |
| 1     | GBR  | Gregory Searle Jonathan Searle Garry Herbert (Stm.)           | 6:49,83               |
| 2     | ITA  | Carmine Abbagnale Giuseppe Abbagnale Giuseppe Di Capua (Stm.) | 6:50,98               |
| 3     | ROU  | Dimitrie Popescu Nicolae Țaga Dumitru Răducanu (Stm.)         | 6:51,58               |
| 4     | GER  | Michael Peter Thomas Woddow Peter Thiede (Stm.)               | 6:56,98               |
| 5     | CUB  | Ismael Carbonell Arnaldo Rodríguez Roberto Ojeda (Stm.)       | 6:58,26               |
| 6     | FRA  | Patrick Berthou Laurent Lacasa Emmanuel Bunoz (Stm.)          | 7:03,01               |
| 7     | POL  | Piotr Basta Tomasz Mruczkowski Bartosz Sroga (Stm.)           | 7:04,37 (im B-Finale) |
| 8     | USA  | John Moore Aaron Pollock Stephen Shellans (Stm.)              | 7:04,84 (im B-Finale) |

Finale am 2. August

#### Doppelvierer
| Platz | Land | Sportler                                                             | Zeit (min)            |
| ----- | ---- | -------------------------------------------------------------------- | --------------------- |
| 1     | GER  | André Willms Andreas Hajek Michael Steinbach Stephan Volkert         | 5:45,17               |
| 2     | NOR  | Kjetil Undset Per Sætersdal Lars Bjønness Rolf Thorsen               | 5:47,09               |
| 3     | ITA  | Alessandro Corona Gianluca Farina Rossano Galtarossa Filippo Soffici | 5:47,33               |
| 4     | SUI  | Ueli Bodenmann Alexander Rückstuhl Beat Schwerzmann Marc-Sven Nater  | 5:47,39               |
| 5     | NED  | Hans Kelderman Ronald Florijn Koos Maasdijk Rutger Arisz             | 5:48,92               |
| 6     | FRA  | Fiorenzo Di Giovanni Fabrice LeClerc Yves Lamarque Samuel Barathay   | 5:54,80               |
| 7     | EUN  | Walerij Dossenko Sergei Kinjakin Mykola Tschupryna Ģirts Vilks       | 5:54,48 (im B-Finale) |
| 8     | USA  | Keir Pearson John Riley Robert Kaehler Chip McKibben                 | 5:55,06 (im B-Finale) |

Finale am 2. August

#### Vierer ohne Steuermann
| Platz | Land | Sportler                                                             | Zeit (min)            |
| ----- | ---- | -------------------------------------------------------------------- | --------------------- |
| 1     | AUS  | Andrew Cooper Nicholas Green Mike McKay James Tomkins                | 5:55,04               |
| 2     | USA  | Jeffrey McLaughlin Douglas Burden Thomas Bohrer Patrick Manning      | 5:56,68               |
| 3     | SLO  | Janez Klemenčič Sašo Mirjanič Milan Janša Sadik Mujkič               | 5:58,24               |
| 4     | GER  | Armin Weyrauch Matthias Ungemach Dirk Balster Markus Vogt            | 5:58,39               |
| 5     | NED  | Bart Peters Niels van der Zwan Jaap Krijtenburg Sven Schwarz         | 5:59,14               |
| 6     | NZL  | Scott Brownlee Christopher White Pat Peoples Campbell Clayton-Greene | 6:02,13               |
| 7     | GBR  | Salih Hassan John Garrett Gavin Stewart Richard Stanhope             | 6:05,00 (im B-Finale) |
| 8     | ITA  | Luca Sartori Rocco Pecoraro Roby La Mura Riccardo Dei Rossi          | 6:06,21 (im B-Finale) |

Finale am 2. August

#### Vierer mit Steuermann
| Platz | Land | Sportler                                                                                       | Zeit (min)            |
| ----- | ---- | ---------------------------------------------------------------------------------------------- | --------------------- |
| 1     | ROU  | Iulică Ruican Viorel Talapan Dimitrie Popescu Nicolae Țaga Dumitru Răducanu (Stm.)             | 5:59,37               |
| 2     | GER  | Ralf Brudel Uwe Kellner Thoralf Peters Karsten Finger Hendrik Reiher (Stm.)                    | 6:00,34               |
| 3     | POL  | Wojciech Jankowski Maciej Łasicki Jacek Streich Tomasz Tomiak Michał Cieślak (Stm.)            | 6:03,27               |
| 4     | USA  | James Neil Teo Bielefeld Sean Hall John Rusher Tim Evans (Stm.)                                | 6:06,03               |
| 5     | FRA  | Yannick Schulte Philippe Lot Daniel Fauché Jean-Paul Vergne Jean-Pierre Huguet-Balent (Stm.)   | 6:06,82               |
| 6     | EUN  | Igor Bortnitski Weniamin But Gennadi Krjutschkin Wladimir Romanischin Pjotr Petrinitsch (Stm.) | 6:12,13               |
| 7     | CRO  | Sead Marušić Marko Banović Ninoslav Saraga Aleksandar Fabijanić Goran Puljko (Stm.)            | 6:08,52 (im B-Finale) |
| 8     | CHN  | Feng Feng Sun Senlin Huang Xiaoping Xu Wuling Li Jianxin (Stm.)                                | 6:11,52 (im B-Finale) |

Finale am 1. August

#### Achter
| Platz | Land | Sportler | Zeit (min)            |
| ----- | ---- | --- | --------------------- |
| 1     | CAN  | Darren Barber, Andrew Crosby, Michael Forgeron, Robert Marland, Derek Porter, Michael Rascher, Bruce Robertson, John Wallace, Terrence Paul (Stm.)                      | 5:29,53               |
| 2     | ROU  | Iulică Ruican, Viorel Talapan, Vasile Năstase, Claudiu Marin, Dănuț Dobre, Valentin Robu, Vasile Măstăcan, Ioan Vizitiu, Marin Gheorghe (Stm.)                          | 5:29,67               |
| 3     | GER  | Roland Baar, Armin Eichholz, Detlef Kirchhoff, Bahne Rabe, Frank Richter, Hans Sennewald, Thorsten Streppelhoff, Ansgar Wessling Manfred Klein (Stm.)                   | 5:31,00               |
| 4     | USA  | Michael Teti, Chris Sahs, Scott Munn, Jeffrey Klepacki, Rob Shepherd, Malcolm Baker, Richard Kennelly, John Parker, Michael Moore (Stm.)                                | 5:33,18               |
| 5     | AUS  | Simon Spriggs, Peter Murphy, Wayne Diplock, Jaime Fernandez, Ben Dodwell, Samuel Patten, Boden Hanson, Robert Scott, David Colvin (Stm.)                                | 5:33,72               |
| 6     | GBR  | Martin Cross, Tim Foster, Richard Phelps, Jim Walker, Ben Hunt-Davis, Stephen Turner, Rupert Obholzer, Jonathan Singfield, Adrian Ellison (Stm.)                        | 5:39,92               |
| 7     | DNK  | Jens Pørneki, Jørgen Tramm, Thomas Larsen, Lars Christensen, Carsten Hassing, Jesper Thusgård Kristiansen, Martin Haldbo Hansen, Kent Skovsager, Stephen Masters (Stm.) | 5:41,61 (im B-Finale) |
| 8     | ZAF  | Martin Walsh, Rogan Clarke, Grant Hillary, Andrew Gordon-Brown, Erich Mauff, Timothy Lahner, Robin McCall, Ivan Pentz, Andrew Lonmon-Davis (Stm.)                       | 5:42,58 (im B-Finale) |

Finale am 2. August

### Frauen

#### Einer
| Platz | Land | Sportlerin       | Zeit (min)            |
| ----- | ---- | ---------------- | --------------------- |
| 1     | ROU  | Elisabeta Lipă   | 7:25,54               |
| 2     | BEL  | Annelies Bredael | 7:26,64               |
| 3     | CAN  | Silken Laumann   | 7:28,85               |
| 4     | USA  | Anne Marden      | 7:29,84               |
| 5     | SWE  | Maria Brandin    | 7:37,55               |
| 6     | FRA  | Corinne Le Moal  | 7:41,85               |
| 7     | GRE  | Tonia Svaier     | 8:06,65 (im B-Finale) |
| 8     | NED  | Irene Eijs       | 8:09,62 (im B-Finale) |

Finale am 2. August

#### Doppelzweier
| Platz | Land | Sportlerinnen                   | Zeit (min)            |
| ----- | ---- | ------------------------------- | --------------------- |
| 1     | GER  | Kerstin Köppen Kathrin Boron    | 6:49,00               |
| 2     | ROU  | Elisabeta Lipă Veronica Cochela | 6:51,47               |
| 3     | CHN  | Gu Xiaoli Lu Huali              | 6:55,16               |
| 4     | NZL  | Philippa Baker Brenda Lawson    | 6:56,81               |
| 5     | GBR  | Annabel Eyres Alison Gill       | 7:06,62               |
| 6     | EUN  | Inna Frolowa Sarija Sakirowa    | 7:09,45               |
| 7     | BUL  | Galina Kamenowa Daniela Oronowa | 7:04,19 (im B-Finale) |
| 8     | AUS  | Jennifer Luff Gillian Campbell  | 7:05,91 (im B-Finale) |

Finale am 1. August

#### Zweier ohne Steuerfrau
| Platz | Land | Sportlerinnen                           | Zeit (min)            |
| ----- | ---- | --------------------------------------- | --------------------- |
| 1     | CAN  | Marnie McBean Kathleen Heddle           | 7:06,22               |
| 2     | GER  | Stefani Werremeier Ingeburg Schwerzmann | 7:07,96               |
| 3     | USA  | Anna Seaton Stephanie Maxwell-Pierson   | 7:08,11               |
| 4     | FRA  | Christine Gossé Isabelle Danjou         | 7:08,70               |
| 5     | GBR  | Joanne Turvey Miriam Batten             | 7:17,28               |
| 6     | BUL  | Teodora Sarewa Violeta Sarewa           | 7:32,67               |
| 7     | ROU  | Doina Bălan Doina Ciucanu-Robu          | 7:22,07 (im B-Finale) |
| 8     | EUN  | Hanna Motreschko Olena Ronschyna        | 7:25,15 (im B-Finale) |

Finale am 1. August

#### Doppelvierer
| Platz | Land | Sportlerinnen                                                                          | Zeit (min)            |
| ----- | ---- | -------------------------------------------------------------------------------------- | --------------------- |
| 1     | GER  | Sybille Schmidt Birgit Peter Kerstin Müller Kristina Mundt                             | 6:20,18               |
| 2     | ROU  | Anișoara Bălan-Dobre Doina Ignat Constanța Burcică Veronica Cochela                    | 6:24,34               |
| 3     | EUN  | Antonina Selikowitsch Tetjana Ustjuschanina Kazjaryna Karsten Jelena Chlopzewa         | 6:25,07               |
| 4     | NED  | Laurien Vermulst Marjan Pentenga Anita Meiland Harriet van Ettekoven                   | 6:32,40               |
| 5     | USA  | Kristine Karlson Alison Townley Serena Eddy-Moulton Michelle Knox-Zaloom               | 6:32,65               |
| 6     | TCH  | Ľubica Novotníková-Kurhajcová Michaela Burešová-Loukotová Hana Kafková Irena Soukupová | 6:35,99               |
| 7     | CHN  | Feng Lili Yang Hong Lu Huali Gu Xiaoli                                                 | 6:48,90 (im B-Finale) |
| 8     | DEN  | Berit Christoffersen Lene Pedersen Trine Hansen Ulla Werner Hansen                     | 6:51,89 (im B-Finale) |

Finale am 2. August

#### Vierer ohne Steuerfrau
| Platz | Land | Sportlerinnen                                                                | Zeit (min)            |
| ----- | ---- | ---------------------------------------------------------------------------- | --------------------- |
| 1     | CAN  | Kirsten Barnes Brenda Taylor Jessica Monroe Kay Worthington                  | 6:30,85               |
| 2     | USA  | Shelagh Donohoe Cynthia Eckert Amy Fuller Carol Feeney                       | 6:31,86               |
| 3     | GER  | Antje Frank Gabriele Mehl Birte Siech Annette Hohn                           | 6:32,34               |
| 4     | CHN  | Liu Xirong He Yanwen Cao Mianying Zhou Shouying                              | 6:32,50               |
| 5     | ROU  | Victoria Lepădatu Iulia Bobeică Adriana Bazon Maria Pădurariu                | 6:37,24               |
| 6     | AUS  | Jodie Dobson Emmy Snook Megan Still Kate Slatter                             | 6:41,72               |
| 7     | FRA  | Frédérique Heligon Chantal Lafon Christine Dubosquelle-Jullien Hélène Cortin | 6:45,16 (im B-Finale) |
| 8     | GBR  | Allison Barnett Kim Thomas Suzanne Kirk Gillian Lindsay                      | 6:49,76 (im B-Finale) |

Finale am 1. August

#### Achter
| Platz | Land | Sportlerinnen | Zeit (min)            |
| ----- | ---- | --- | --------------------- |
| 1     | CAN  | Kirsten Barnes, Brenda Taylor, Megan Delehanty, Marnie McBean, Shannon Crawford, Kay Worthington, Jessica Monroe, Kathleen Heddle, Lesley Thompson (Stf.)        | 6:02,62               |
| 2     | ROU  | Doina Snep, Doina Robu, Ioana Olteanu, Viorica Lepădatu, Iulia Bobeică, Viorica Neculai, Maria Pădurariu, Adriana Bazon, Elena Georgescu (Stf.)                  | 6:06,26               |
| 3     | GER  | Annegret Strauch, Sylvia Dördelmann, Cerstin Petersmann, Kathrin Haacker, Dana Pyritz, Christiane Harzendorf, Ute Wagner, Judith Zeidler, Daniela Neunast (Stf.) | 6:07,80               |
| 4     | EUN  | Switlana Fil, Irina Gribko, Natalija Grigorjewa, Ekaterina Kotko, Marina Snak, Natalja Stassjuk, Sarmīte Stone, Marina Suprun, Jelena Medwedewa (Stf.)           | 6:09,68               |
| 5     | CHN  | Lin Zhiai, Ma Linqin, Pei Jiayun, He Yanwen, Liu Xirong, Liang Xiling, Cao Mianying, Zhou Shouying, Li Ronghua (Stf.)                                            | 6:12,08               |
| 6     | USA  | Tina Brown, Shannon Day, Betsy McCagg, Mary McCagg, Sarah Gengler, Tracy Rude, Kelley Jones, Diana Olson, Yasmin Farooq (Stf.)                                   | 6:12,25               |
| 7     | GBR  | Fiona Freckleton, Philippa Cross, Dot Blackie, Susan Smith, Kate Grose, Rachel Hirst, Kareen Marwick, Katharine Brownlow, Alison Paterson (Stf.)                 | 6:29,68 (im B-Finale) |
| 8     | TCH  | Lenka Zavadilová, Eliška Jandová, Renata Beránková, Martina Šefčíková, Sabina Telenská, Michaela Vávrová, Hana Žáková, Hana Dariusová, Lenka Kováčová (Stf.)     | 6:31,12 (im B-Finale) |

Finale am 2. August